# 裂萼草莓
裂萼草莓（学名：Fragaria daltoniana）为蔷薇科草莓属的植物。分布于锡金以及中国大陆的西藏等地，生长于海拔3,360米至5,000米的地区，多生长于山顶草甸及灌丛下，目前已由人工引种栽培。